# Bahłaji (przystanek kolejowy)
Bahłaji (ukr. Баглаї) – przystanek kolejowy w pobliżu miejscowości Bahłaje, w rejonie chmielnickim, w obwodzie chmielnickim, na Ukrainie. Położony jest na linii Odessa – Lwów.